# Constantin Senlecq
 (janvier 2014).
Si vous disposez d'ouvrages ou d'articles de référence ou si vous connaissez des sites web de qualité traitant du thème abordé ici, merci de compléter l'article en donnant les références utiles à sa vérifiabilité et en les liant à la section « Notes et références ».
Constantin Senlecq, né le 9 octobre 1842 à Fauquembergues est mort le 4 février 1934 à Ardres, est un scientifique français, notamment créateur d'un appareil qui analyse, transporte, puis reconstitue l'image. 

## Biographie
Constantin Senlecq est né en 1842 à Fauquemberques. il vécut à Ardres où il était notaire
Il est principalement connu pour une de ses inventions, le télectroscope : un appareil supposé capable d'analyser, de transporter et de reconstituer une image. Il fait partie, avec Adriano de Paiva, George R. Carey, Julijan Ochorowicz des tout premiers concepteurs de possible appareil de transmission des images à distance, inspiré par l'« œil artificiel électrique » que les frères Siemens avaient proposé en 1876.  
Senlecq a obtenu en 1907 un brevet pour un appareil destiné à transmettre à distance, par l'électricité, la vision avec le mouvement et l'instantanéité. 
Il meurt en 1934, à l'âge de 92 ans sans avoir pu voir les premières images car il était aveugle.

## Photothèque

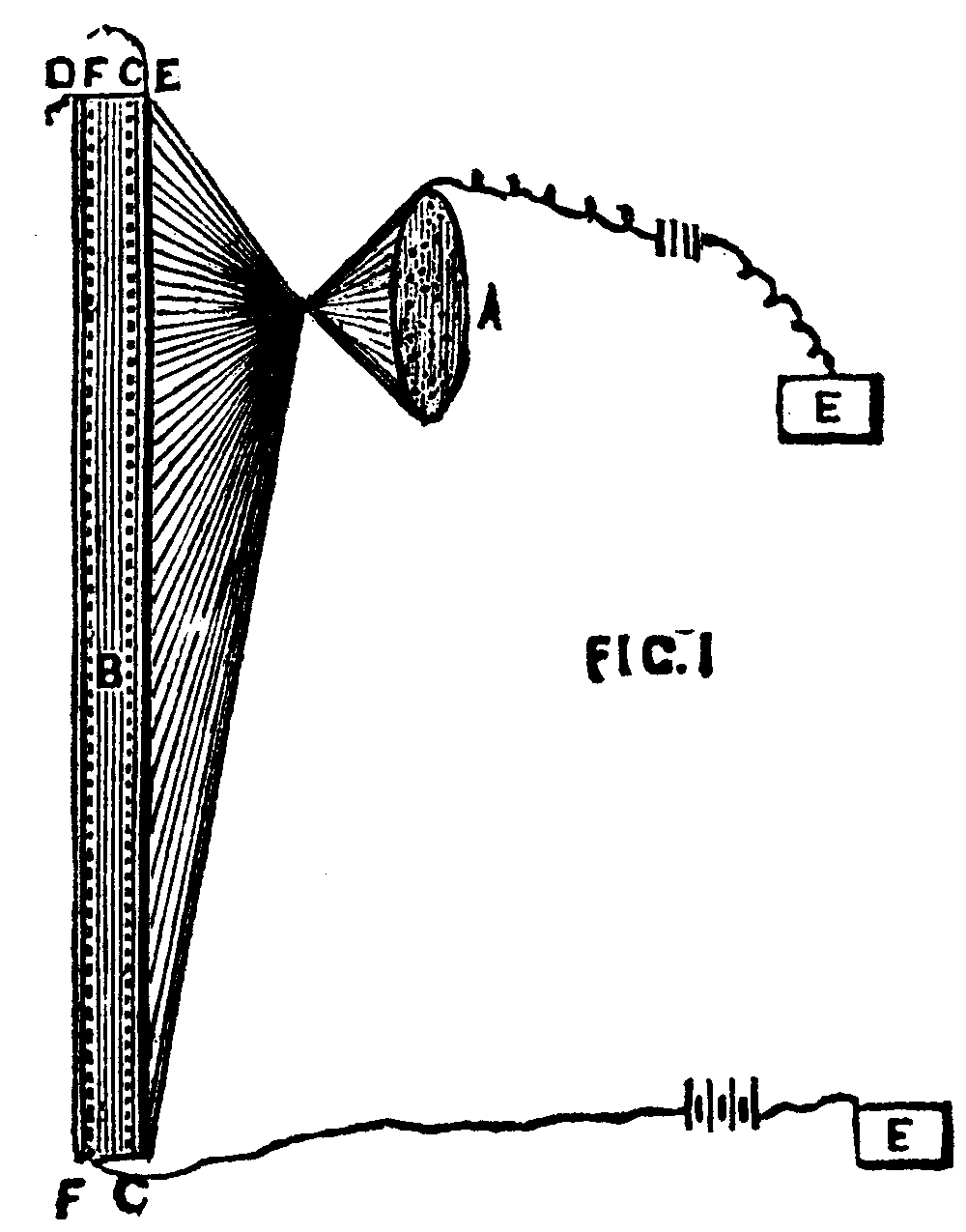
Télectroscope de Constantin  Senlecq, Scientific American Supplement No. 275, 9 avril 1881.
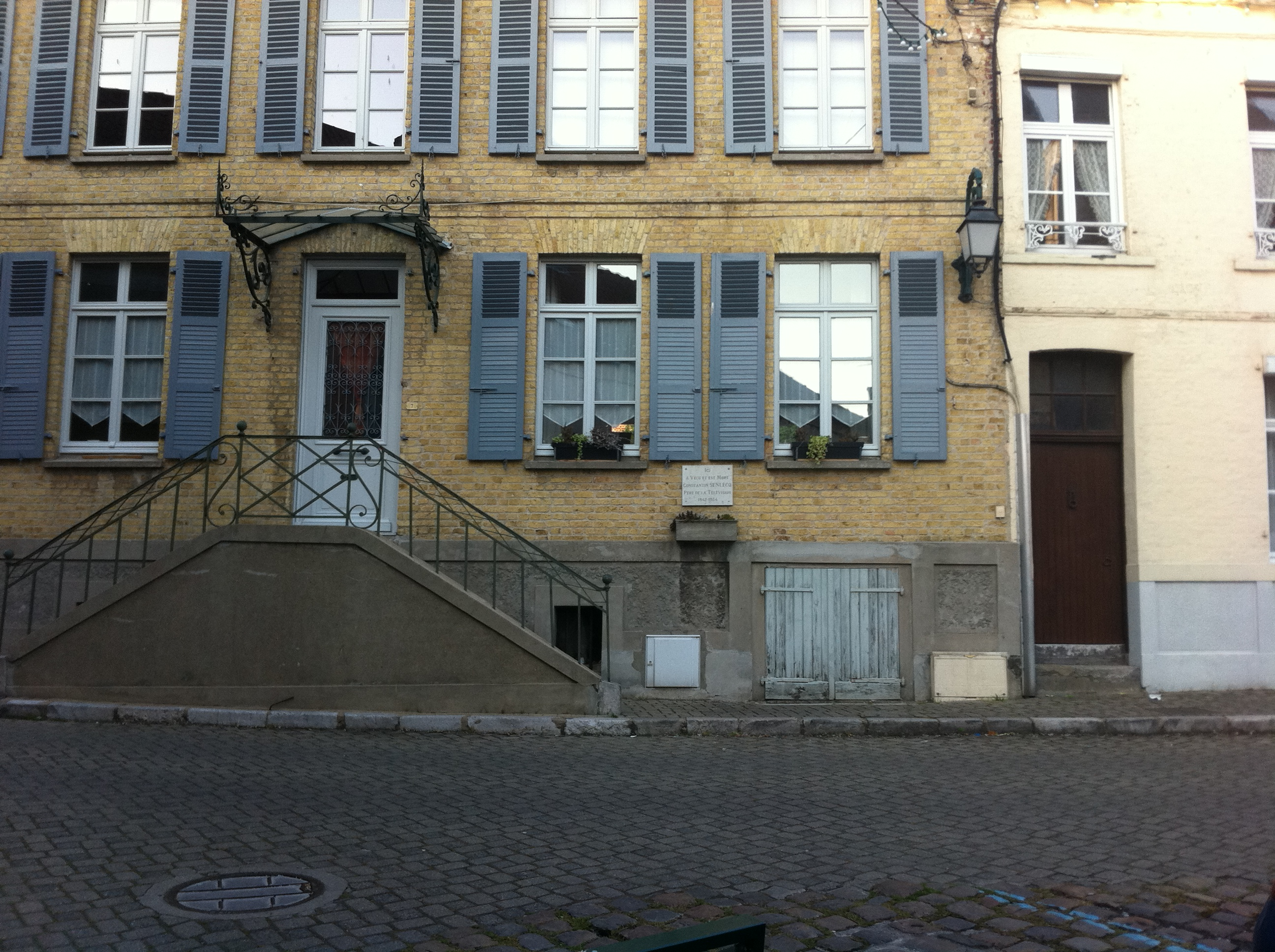
Maison où vécut et mourut Constantin Senlecq, 7 place Général-Dorsenne, Ardres.
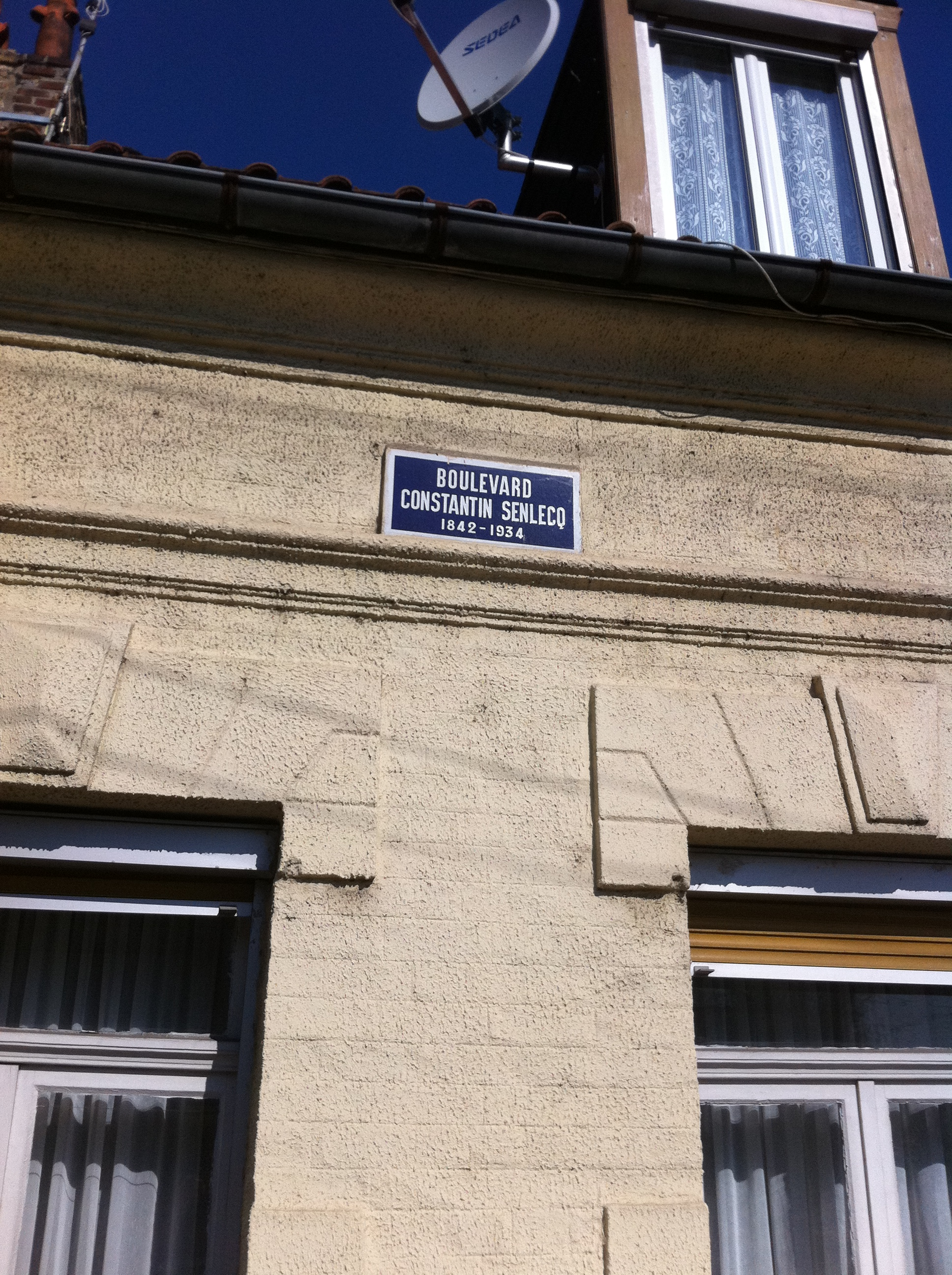
Boulevard portant le nom de Constantin Senlecq, à Ardres.